# Bučino
Bučino es una localidad del municipio de Blagóevgrad, en la provincia de Blagóevgrad, Bulgaria, con una población estimada a final del año 2017 de 64 habitantes. 
Se encuentra ubicada al sureste del país, cerca de la frontera con Macedonia del Norte.